# Biserica Sfânta Tereza a Pruncului Isus din Iași
Biserica „Sfânta Tereza a Pruncului Isus” din Iași este o biserică romano-catolică construită în perioada 1991-1994 pentru deservirea necesităților de cult ale credincioșilor din cartierul Nicolina al municipiului Iași. Ea este situată pe Șoseaua Nicolina nr 6, în apropiere de Crucea lui Ferentz. 
Biserica este construită în stil modern, în formă de corabie, după planurile arhitectului Gheorghe Hereș.

## Istoric

### Fondarea parohiei
Până la Revoluția din decembrie 1989, în municipiul Iași exista o singură biserică romano-catolică și anume Biserica „Adormirea Maicii Domnului”, care servea și drept catedrală episcopală. În cartierul Nicolina nu existau până atunci nicio biserică sau vreo altă clădire culturală: cinematograf, teatru sau muzeu. Ca urmare a procesului de industrializare intensă din anii regimului comunist, în această zonă a Iașului au fost construite multe blocuri, care au fost populate în majoritate de muncitori veniți din satele vecine. 
Având în vedere greutățile mari în ceea ce privește păstorirea credincioșilor romano-catolici din orașul Iași, în anul 1991 s-a început construirea a două noi biserici: Biserica „Sf. Anton de Padova” (la intersecția cartierelor Alexandru cel Bun și Dacia) și Biserica „Sf. Tereza a Pruncului Isus” în cartierul Nicolina (la intersecția străzii Tudor Neculai cu Șoseaua Nicolina).
La inițiativa episcopului romano-catolic de Iași, Petru Gherghel, în anul 1991 s-a început construirea Bisericii „Sf. Tereza a Pruncului Isus” pe un teren viran din cartierul Nicolina (aflat în partea de sud-vest a orașului), în apropiere de Crucea lui Ferentz. Piatra de temelie a noii biserici a fost pusă în mai 1991 . Proiectul a fost realizat de arhitectul Gheorghe Hereș, autorul proiectelor mai multor biserici catolice de pe teritoriul Diecezei de Iași, printre care și cel al Catedralei „Sfânta Maria Regină”. Lucrările au fost executate de S.C. Construcții Unu S.A. din Iași (șef de șantier fiind ing. Nicolae Boșoroagă) și au fost demarate la 6 mai 1991. Ele au avansat conform planului, iar la 27 noiembrie 1994 s-a celebrat prima liturghie în acest nou lăcaș, care a fost inaugurat ca filială a Parohiei „Adormirea Maicii Domnului” din Iași.
Lucrările în exterior au fost oprite în 1994, fiind reluate abia la începutul anului 2000 când paramentul a fost placat cu plăci de travertin de Borsec. În perioada 1994-1998 a fost construită casa parohială cu etaj și mansardă, aflată în curtea bisericii, și în care au fost introduse instalații de gaz metan și de termoficare.
La 1 octombrie 1995, de sărbătoarea Sfintei Tereza a Pruncului Isus, episcopul Petru Gherghel a hotărât despărțirea filialei „Sfânta Tereza” - Nicolina de Parohia Iași și constituirea ei ca parohie de sine stătătoare , iar printr-un decret episcopal a numit primul paroh în persoana pr. Pavel Chelaru, având ca vicar pe pr. Egidiu Condac.  Această parohie a avut până în prezent următorii parohi: pr. Pavel Chelaru (1 octombrie 1995 - 17 martie 1999), pr. Isidor Iacovici (27 iunie 1999 - 27 iunie 2004), pr. Anton Farcaș-Gherghina (1 august 2004 - 16 februarie 2010) și pr. Petru Sescu (din 14 aprilie 2010). 
Conform evidențelor parohiale, în februarie 1997 Parohia avea în îngrijire spirituală aproximativ 900 de familii cu circa 3.000 de credincioși, în cea mai mare parte tineri.  Ca urmare a faptului că pr. Pavel Chelaru plecase la Londra, la 17 martie 1999, pentru a urma cursuri de misiologie, a fost numit la 27 iunie 1999 un nou paroh în persoana pr. Isidor Iacovici, anterior paroh la Pașcani.

### Parohia în prezent

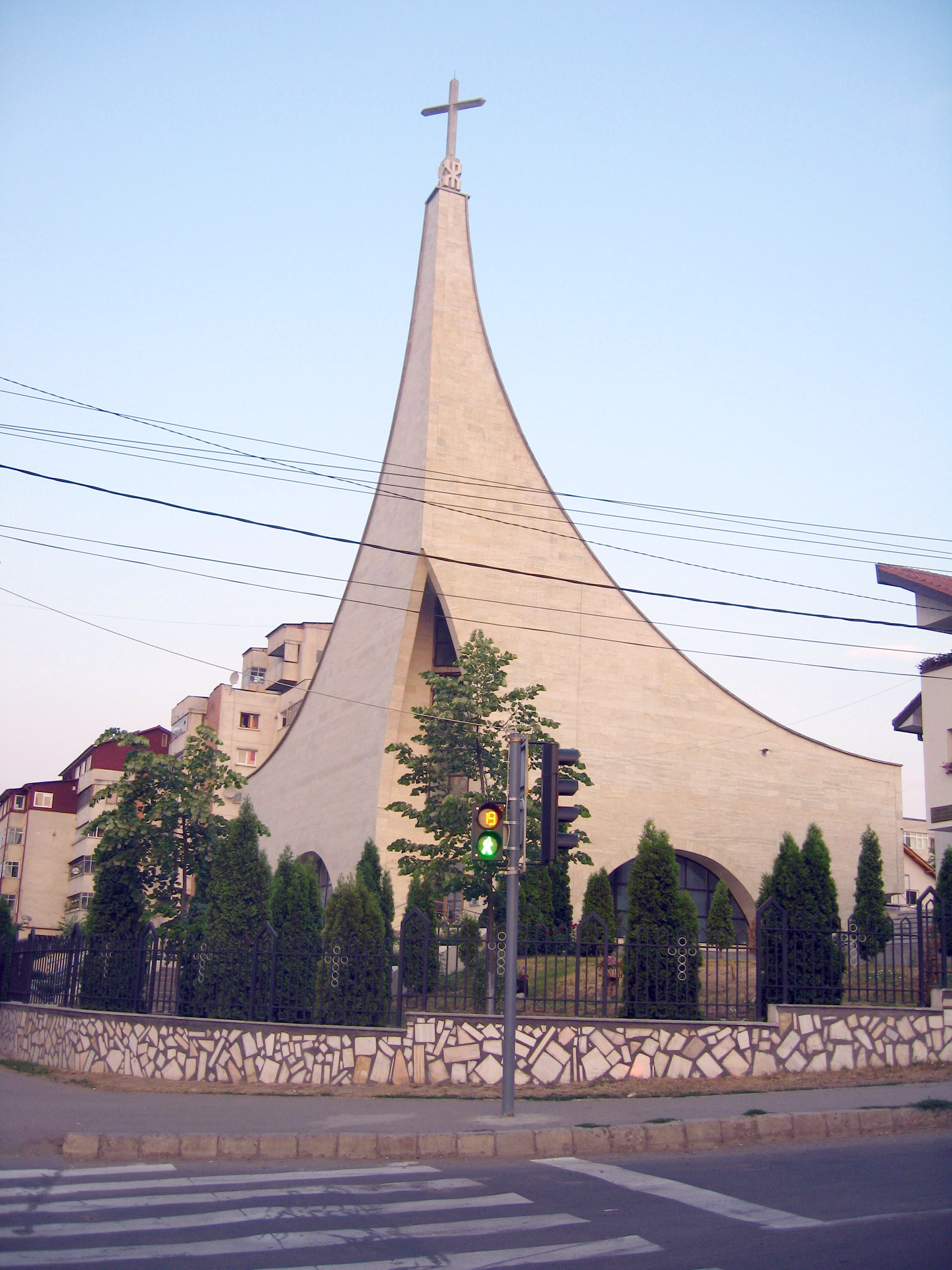
Biserica „Sf. Tereza a Pruncului Isus” din Iaşi.

Începând cu 1 iunie 2004, pr. paroh Isidor Iacovici a fost numit asistent pastoral și spiritual al românilor catolici din Roma. La 16 iunie 2004 au poposit în pelerinaj în Parohia „Sf. Tereza a Pruncului Isus” din Iași relicva și bustul aurit al Sfântului Anton de Padova, fiind întâmpinate în fața bisericii de episcopii Petru Gherghel și Aurel Percă, de pr. Isidor Iacovici, parohul comunității, precum și de un grup de preoți și credincioși. Relicva a rămas acolo până a doua zi dimineața.  
La 1 august 2004, Parohia „Sfânta Tereza” din Iași a primit un nou paroh în persoana pr. Anton Farcaș-Gherghina, anterior paroh la Răducăneni.  În timpul păstoririi sale s-a construit grota Sf. Fecioare de la Lourdes (amplasată în curtea bisericii) și statuia Papei Ioan Paul al II-lea (aflată în fața casei parohiale). 
Printr-o sentință a Înaltei Curți de Casație și Justiție din anul 2007, ieșeanca Margareta Vîscu a obținut dreptul de a primi despăgubiri pentru terenul de 226,66 metri pătrați, situat pe Șoseaua Nicolina nr. 14, care a aparținut părinților săi. Terenul respectiv se află sub Parohia Romano-Catolică „Sf. Tereza a Pruncului Isus”. Ieșeanca a solicitat 250.000 lei de la reprezentanții parohiei pentru acest teren, dar aceștia i-au oferit numai 31 de euro pe metru pătrat, respectiv 7.030 de euro (adică 24.538 de lei).  Reclamanta a considerat acea ofertă ca fiind „neserioasă și nelegală”, dar reprezentanții legali ai Parohiei „Sf. Tereza” au precizat în întâmpinarea depusă la dosarul cauzei că „terenul nu prezintă interes pentru investiții. Prețurile la terenurile amplasate în zona Nicolina nu se ridică la valoarea pretențiilor reclamantei, iar biserica nu are posibilitățile materiale să acopere această sumă”. 
La 3 iunie 2007, Aurel Percă, episcopul auxiliar al Diecezei de Iași, a sfințit piatra de temelie pentru o grotă dedicată Fecioarei Maria, care urma să fie construită în curtea bisericii. Cu această ocazie, a fost sfințit și semnat documentul oficial și îngropat în beton într-un colț al fundației.  La 15 septembrie 2008, episcopul Aurel Percă a sfințit grota Sf. Fecioare de la Lourdes (amplasată în curtea bisericii) și a binecuvântat statuia Papei Ioan Paul al II-lea (aflată în fața casei parohiale). 
La 16 februarie 2010 (ora 2,05), pr. Anton Farcaș-Gherghina a decedat la vârsta de aproape 51 ani într-o clinică din Târgu Mureș în urma cancer generalizat, descoperit la sfârșitul lunii noiembrie a anului anterior.  La 14 aprilie 2010, episcopul Petru Gherghel a semnat decretul de numire a pr. Petru Sescu (anterior vicar econom diecezan la Episcopia Romano-Catolică de Iași) ca paroh la Parohia „Sfânta Tereza a Pruncului Isus” din Iași; luarea în posesie a avut loc la 25 aprilie. 
La 30 octombrie 2011, după celebrarea în biserică a liturghiei duminicale, episcopul auxiliar Aurel Percă a sfințit cele două imagini în mozaic de pe peretele altarului, a grotei Sfintei Tereza de Lisieux și a spațiului destinat pentru librărie.  La acest eveniment au mai participat pr. Iosif Dorcu (decan de Iași), pr. Isidor Mocanu, pr. paroh Petru Sescu și pr. vicar Marcelin Blaj, precum și un număr mare de credincioși. Pe peretele altarului, de o parte și de alta a tabernacolului, au fost amplasate două mozaicuri. Mozaicul din partea stângă reprezintă o scenă din Vechiul Testament, în care Abraham stă alături de cei trei îngeri (trimiși ai lui Dumnezeu). Deasupra tabernacolului se află vitraliul central în care este reprezentat Isus Înviat. Mozaicul din partea dreaptă reprezintă scena frângerii pâinii de la Cina cea de taină.
Sfințirea Bisericii „Sf. Tereza a Pruncului Isus” din Iași și consacrarea altarului au avut loc la 30 septembrie 2012, fiind săvârșite de episcopul Petru Gherghel, asistat de Aurel Percă (episcop auxiliar de Iași) și Cornel Damian (episcop auxiliar de București) și de 40 de preoți, în prezența unei mulțimi de credincioși.  Cu această ocazie au fost așezate în altar moaștele sfinților: Tereza a Pruncului Isus, Ioan Bosco, Pius de Pietrelcina, Pius al X-lea, Bartolomea Capitanio și Vincenza Gerosa și ale fericiților: Ieremia Valahul și Ioan Paul al II-lea.

### Organizare
Parohia „Sfânta Tereza a Pruncului Isus” din Iași are în păstorire pe credincioșii aflați în partea de nord-vest a orașului, numărând la data inaugurării 866 de familii cu 2.988 de credincioși. În aria de jurisdicție a parohiei se aflau cartierele Nicolina, Frumoasa și C.U.G. și satele Lunca Cetățuii, Miroslava, Scânteia și Vorovești , iar în prezent (2012) parohia îi are în păstorire pe credincioșii din cartierele Nicolina, Frumoasa și C.U.G. și din satele Lunca Cetățuii, Valea Adâncă, Miroslava, Mânjești și Vorovești. 
În decursul timpului, numărul enoriașilor parohiei a evoluat astfel:
- 1995 - 866 familii cu 2.988 de credincioși
- 2005 - 710 familii cu 2.500 de enoriași [2]
- 2010 - 697 familii cu 2.456 credincioși [15]
- 2012 - 704 familii cu 2.054 credincioși [15]

Parohia dispune de o bibliotecă parohială (inaugurată în 1996 la subsolul bisericii) care oferă cărți atât de spiritualitate, cât și de cultură, precum și de o mică librărie cu cărți și obiecte religioase. Pe terenul bisericii, în partea dreaptă, se află casa parohială cu un etaj și mansardă. 
Pe teritoriul Parohiei „Sf. Tereza” funcționează două institute de viață consacrată și anume: 
- Societatea Vicențiu de Paul - Conferința mișcării vincentine din Iași, aflată pe Șoseaua Nicolina nr. 6
- Mișcarea Familiile de Nazaret

În prezent, în Parohia „Sf. Tereza” sunt celebrate liturghii în următoarele zile: duminica (la orele 09.00, 11.00 și 17.00), la sărbători (la orele 09.00, 11.00 și 18.00), precum și în zilele obișnuite (la orele 07.00 și 18.00).
Hramul Parohiei este sărbătoarea Sf. Tereza a Pruncului Isus sau Sf. Tereza de Lisieux (1873-1897), celebrată în fiecare an la data de 1 octombrie, întotdeauna până acum în prezența a cel puțin unui episcop de Iași. De asemenea, frecvent au loc vizite episcopale în parohie.

## Arhitectura bisericii
Biserica „Sfânta Tereza” din Iași este construită din beton armat, fiind o clădire în stil modern, în formă de corabie, având crucea plasată în vârful catargului. Forma terenului a fost cea care i-a sugerat arhitectului forma de corabie a bisericii. 
Dimensiunea domeniului parohial este de 1.129,83 m². Clădirea bisericii are formă de pătrat, cu laturile de 21,50 m. Biserica are următoarele dimensiuni: 453,69 m² - suprafața navei, 106 m² - suprafața balcoanelor, 5.580,68 m³ - volumul bisericii, 17,58 m - înălțimea până la grinda de acoperiș și 31,80 m - înălțimea turnului principal până la vârful crucii. Clădirea este acoperită cu tablă și are un turn, cu o cruce monolit de 1,5 tone în vârf. Paramentul este placat cu plăci de travertin de Borsec.
Intrarea în biserică se poate face pe două uși: una pentru preoți (prin sacristie) și o alta pentru enoriași (la baza turlei). Interiorul bisericii este împărțit în trei nave: una principală și două laterale. Pereții interiori sunt acoperiți cu praf de piatră, iar pardoseala este din marmură, ca și mobilierul din prezbiteriu (tabernacolul, pupitrul, vasul de botez, scaunele preoților). 
La intrarea principală în biserică este amplasat un vitraliu în care este reprezentată Sfânta Tereza cu pruncul Isus în brațe, înconjurați de trandafiri din care cad petale. Pe geamurile bisericii în formă de arcadă și având câte 16,5 m² se află patru vitralii, ce prezintă momente mai importante din viața Sfintei Tereza a Pruncului Isus (Tereza în familie, stând în brațele mamei sale; Tereza în genunchi în fața papei Leon al XIII-lea pentru a cere permisiunea de a intra în mănăstire, căci nu avea vârsta potrivită pentru aceasta; Tereza în mănăstire, cu cartea Istoria unui suflet care a făcut să i se atribuie titlu de doctor și învățător al Bisericii; relicvarul cu rămășițele pământești ale sfintei Tereza a Pruncului Isus și un grup de credincioși, reprezentând diferite categorii și stări religioase care participă la o procesiune). 
Pe peretele altarului, de o parte și de alta a tabernacolului, au fost amplasate două mozaicuri. Mozaicul din partea stângă reprezintă o scenă din Vechiul Testament, în care Abraham stă alături de cei trei îngeri (trimiși ai lui Dumnezeu). Deasupra tabernacolului se află vitraliul central în care este reprezentat Isus Înviat. Mozaicul din partea dreaptă reprezintă scena frângerii pâinii de la Cina cea de taină. Printre obiectele de cult este și un potir donat de Papa Ioan Paul al II-lea. Biserica este iluminată de un candelabru circular, cu diametru de 8,25 m, de care atârnă 12 mici candelabre, care conțin 704 cristale pereche, aproximativ egal cu numărul familiilor comunității. 
La subsolul bisericii se găsesc șapte încăperi folosite pentru diferite activități pastorale, precum și formativ-caritative ale comunității. 
În curtea bisericii se intră pe două porți: una pe colțul de vest (pe unde se face accesul auto, înspre casa parohială) și o alta pe latura de est. În afară de biserică, în curtea parohiei se mai află și alte construcții:
- o casă parohială cu un etaj și mansardă, construită în perioada 1994-1998 și amplasată în partea de nord-vest a curții. În încăperile de la parter se află oficiile parohiale, iar la etaj sunt locuințele preoților și ale personalului administrativ.
- o bibliotecă parohială - inaugurată în 1996 la subsolul bisericii, care oferă cărți atât de spiritualitate, cât și de cultură
- o librărie cu cărți și obiecte religioase - sfințită în 2011
- Grota Sf. Fecioare de la Lourdes - construită în perioada 2007-2008. În anul 2010, după moartea pr. Anton Farcaș-Gherghina, pe peretele interior al grotei a fost amplasată o placă de granit negru pe care se află o reproducere a unei fotografii a preotului, iar dedesubt următoarea inscripție: „Grotă construită de pr. Anton Farcaș-Gherghina 12.06.1959-16.02.2010”.
- Statuia Papei Ioan Paul al II-lea - amplasată în fața casei parohiale și sfințită în 2008. Pe soclul statuii se află următoarea inscripție: „Pp. Ioan Paul II 1978 2005”.
- Statuia Sfintei Fecioare Maria - confecționată din ghips și amplasată în fața intrării în subsolul bisericii

## Preoți
La această biserică au slujit următorii preoți-parohi: 
- pr. Pavel Chelaru (n. 13 mai 1958, Pildești, județul Neamț) - paroh (1 octombrie 1995 - 17 martie 1999). A absolvit Școala generală de 8 clase la Pildești (1973), Școala de Cantori la Iași (1977) și Institutul Teologic din Iași (1984). A fost sfințit preot la 29 iunie 1984, la Iași, de către episcopul Lajos Balint. A activat ca vicar la Valea Mare (1 august 1984 - 31 iulie 1986), la Parohia „Adormirea Maicii Domnului” din Iași (1 august 1986 - 1 august 1988), profesor de muzică la Institutul Teologic din Iași (1 august 1988 - 1 august 1990), prefect și profesor de muzică la Institutul Teologic din Iași (1 martie 1990 - 1 octombrie 1995), paroh la Parohia „Sf. Tereza” din Iași (1 octombrie 1995 - 17 martie 1999), student la Londra, Anglia (17 martie - 1 august 1999), student la Verona pentru cursuri de misiologie (1 septembrie - 15 octombrie 1999), misionar în Nyahururu, Kenya (24 noiembrie 1999 - 18 iulie 2000), convalescent la Miroslava (18 iulie 2000 - 11 noiembrie 2001), paroh la Tomești (11 noiembrie 2001 - 1 septembrie 2011) și la Parohia "Sf. Tereza" din Roman (1 septembrie 2011 - ).
- pr. Isidor Iacovici (n. 9 aprilie 1958, Mărgineni, județul Bacău) - paroh (27 iunie 1999 - 27 iunie 2004). A absolvit Școala generală de 8 clase la Mărgineni (1973), Liceul Seminarial din Iași (1977) și Institutul Teologic din Iași (1984). A fost sfințit preot la 29 iunie 1984, la Iași, de către episcopul Lajos Balint. A făcut studii postuniversitare la Pontificia Facoltà Teologica „Teresianum” din Roma, obținând licența în teologie spirituală. A activat ca vicar la Rădăuți (1 august 1984 - 31 august 1985), Piatra Neamț (31 august 1985 - 8 septembrie 1987) și Prăjești (8 septembrie 1987 - 21 noiembrie 1989), paroh la Vizantea (21 noiembrie 1989 - 1 octombrie 1991), Pașcani (1 octombrie 1991 - 27 iunie 1999) și Parohia „Sf. Tereza” din Iași (27 iunie 1999 - 27 iunie 2004), capelan la Roma (1 iunie 2004 – 3 decembrie 2008), paroh pentru comunitatea românilor din Roma și decan al Italiei centrale și de Sud (3 decembrie 2008 – ).
- pr. Anton Farcaș-Gherghina (n. 12 iunie 1959, Faraoani, județul Bacău - d. 16 februarie 2010, Tg. Mureș) - paroh (8 august 2004 - 16 februarie 2010). A absolvit Școala Generală de 8 clase la Faraoani (1974), treapta I la Liceul IRAV din Bacău (1976), Școala de Cantori la Iași (1979) și Institutul Teologic Romano-Catolic „Sfântul Iosif” din Iași (1986). A fost sfințit preot la 29 iunie 1986, la Iași, de către arhiepiscopul Ioan Robu. A activat ca vicar la Ciugheș (1 octombrie 1986 - 1 septembrie 1987) și Cleja (1 septembrie 1987 - 1 august 1988), paroh la Mihail Kogălniceanu-Constanța (1 august 1988 - 1 mai 1991), Buzău (1 mai 1991 - 1 martie 1992), vicar la Cleja (1 martie 1992 - 7 octombrie 1993), paroh la Răducăneni (7 octombrie 1993 - 1 august 2004) și Parohia „Sf. Tereza” din Iași (1 august 2004 - 16 februarie 2010). A murit de cancer, fiind înmormântat la Faraoani.
- pr. Petru Sescu (n. 3 aprilie 1965, Săbăoani, județul Neamț) - paroh (din 14 aprilie 2010 - 1 septembrie 2021). A absolvit Școala generală de 8 clase la Săbăoani (1979), Liceul „Roman Vodă” din Roman (1983) și Institutul Teologic din Iași (1991). A fost sfințit preot la 26 mai 1991 de către Papa Ioan Paul al II-lea. A activat ca vicar la Bacău (11 august 1991 - 1 septembrie 1994), prefect de disciplină la Seminarul Liceal „Sfântul Iosif” din Bacău (1 septembrie 1994 - 1 ianuarie 2004), econom diecezan la Episcopia Romano-Catolică de Iași (1 ianuarie 2004 - 14 aprilie 2010), paroh la Parohia „Sf. Tereza” din Iași (14 aprilie 2010 - 1 septembrie 2021) și la Parohia "Sfântul Nicolae" din Bacău (1 septembrie 2021- ).
- mons. Benone Farcaș (n. 5 ianuarie 1963, Bacău) - paroh (din 1 septembrie 2021).

## Imagini

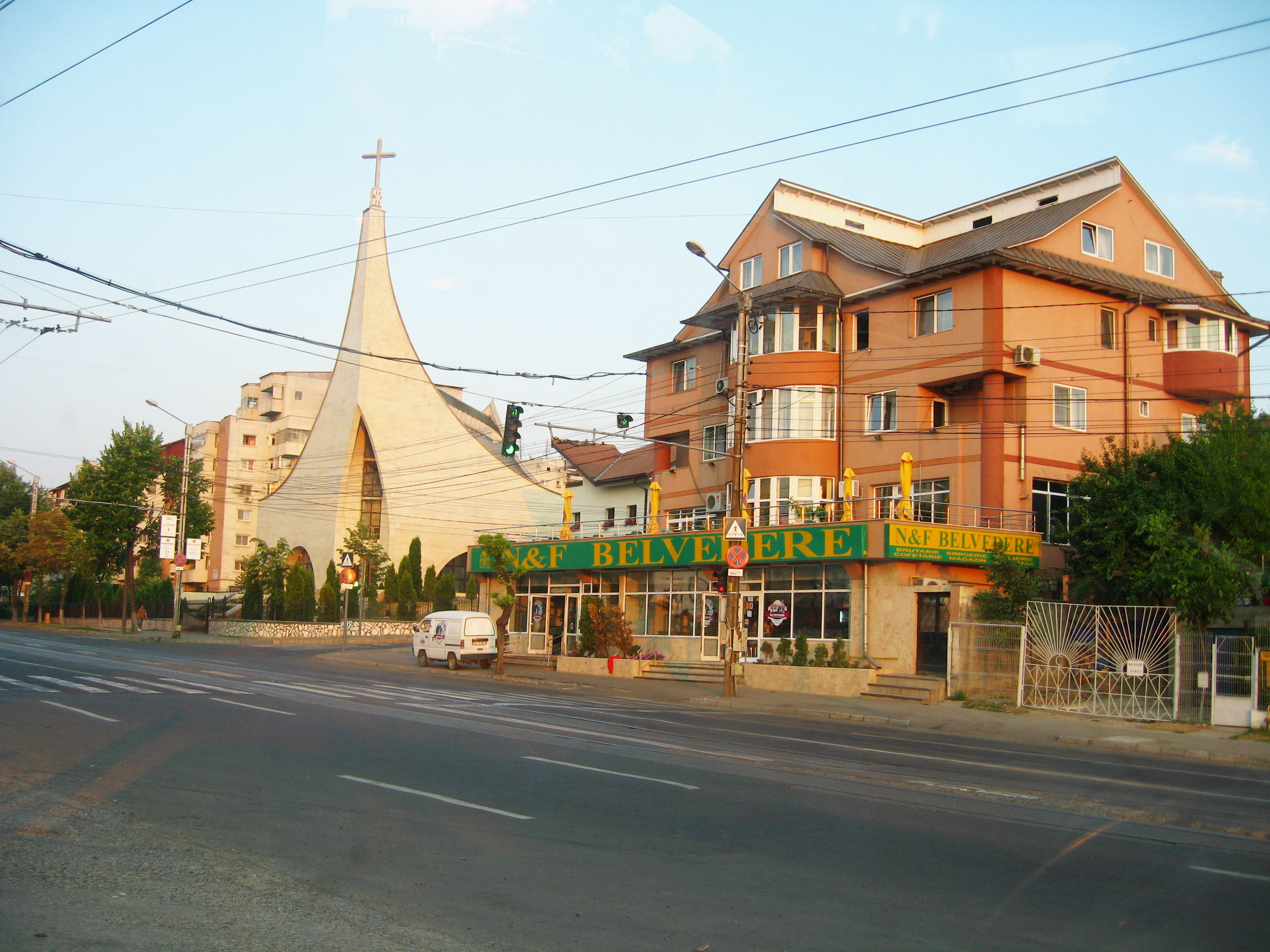
Biserica „Sf. Tereza a Pruncului Isus” din Iași
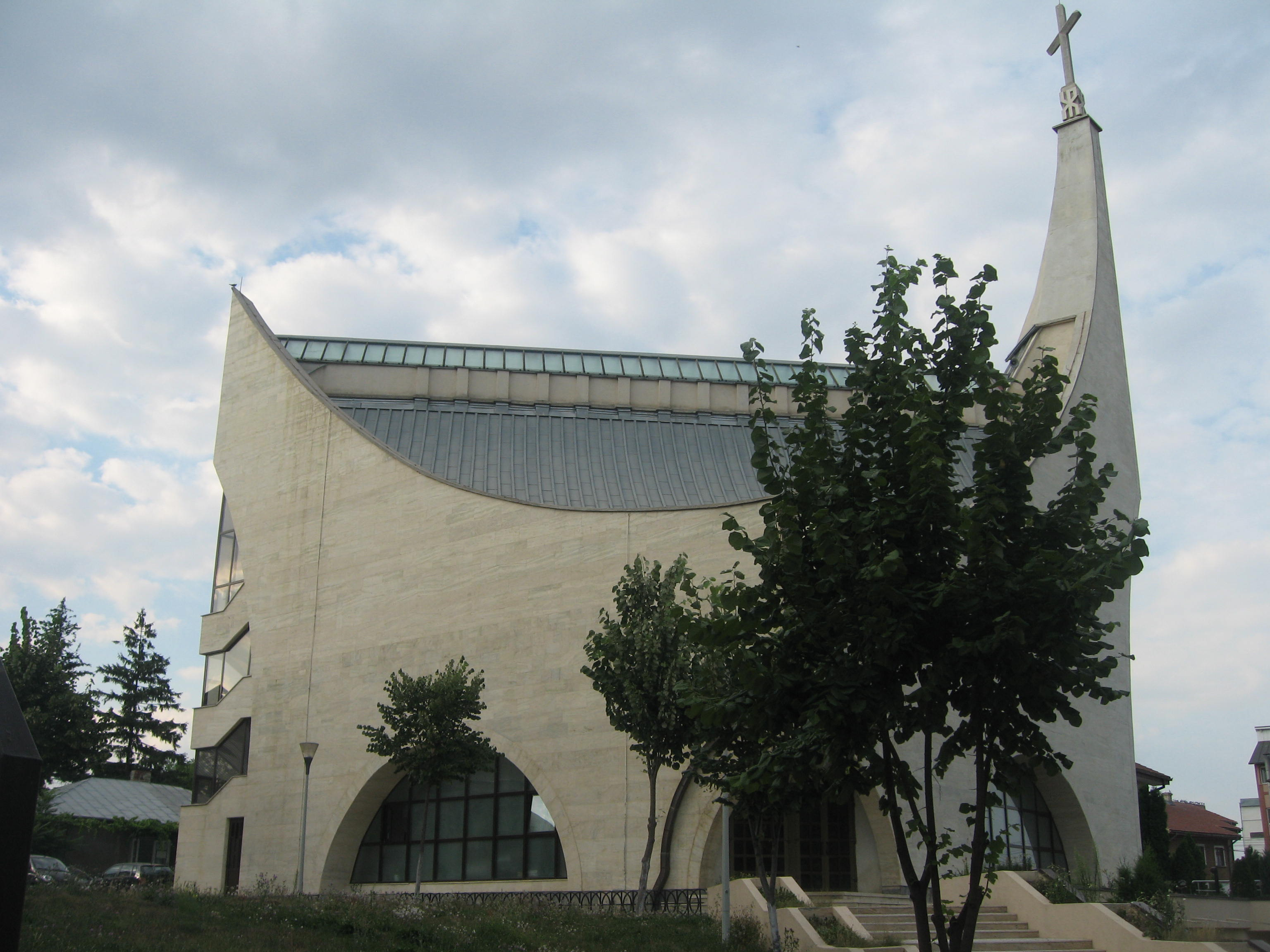
Biserica
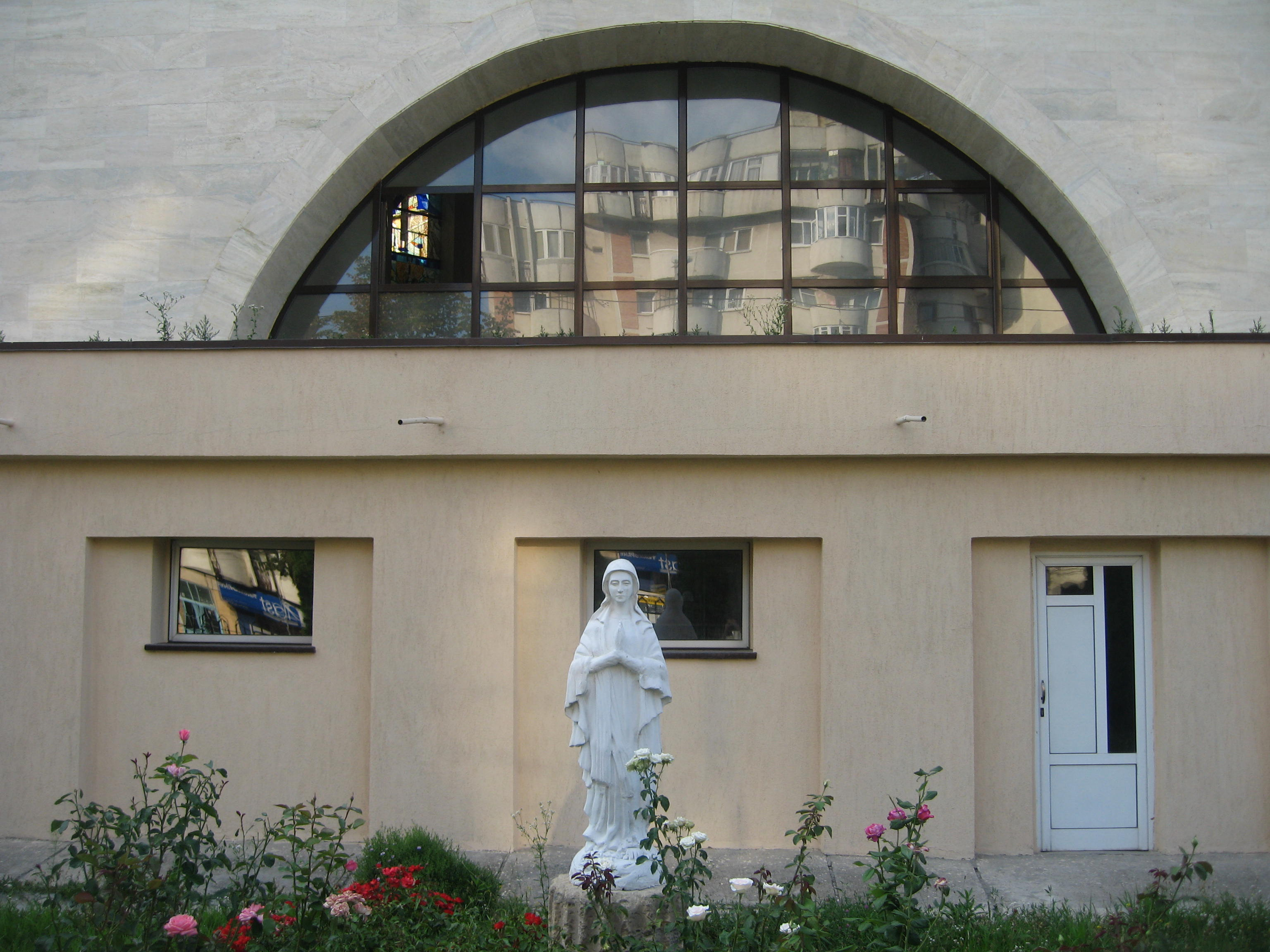
Statuia Sfintei Fecioare Maria în fața bisericii
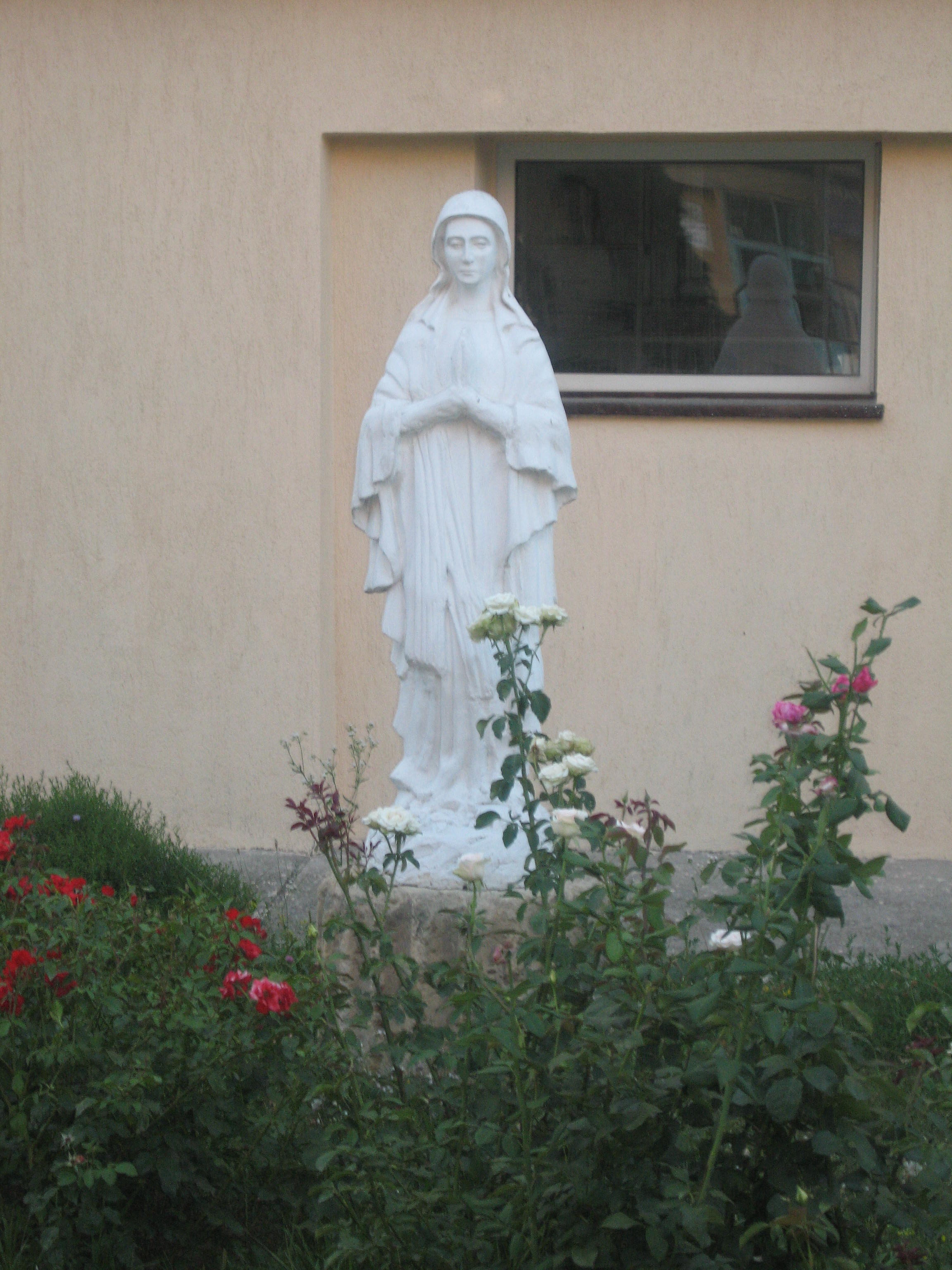
Statuia Sfintei Fecioare Maria în fața bisericii
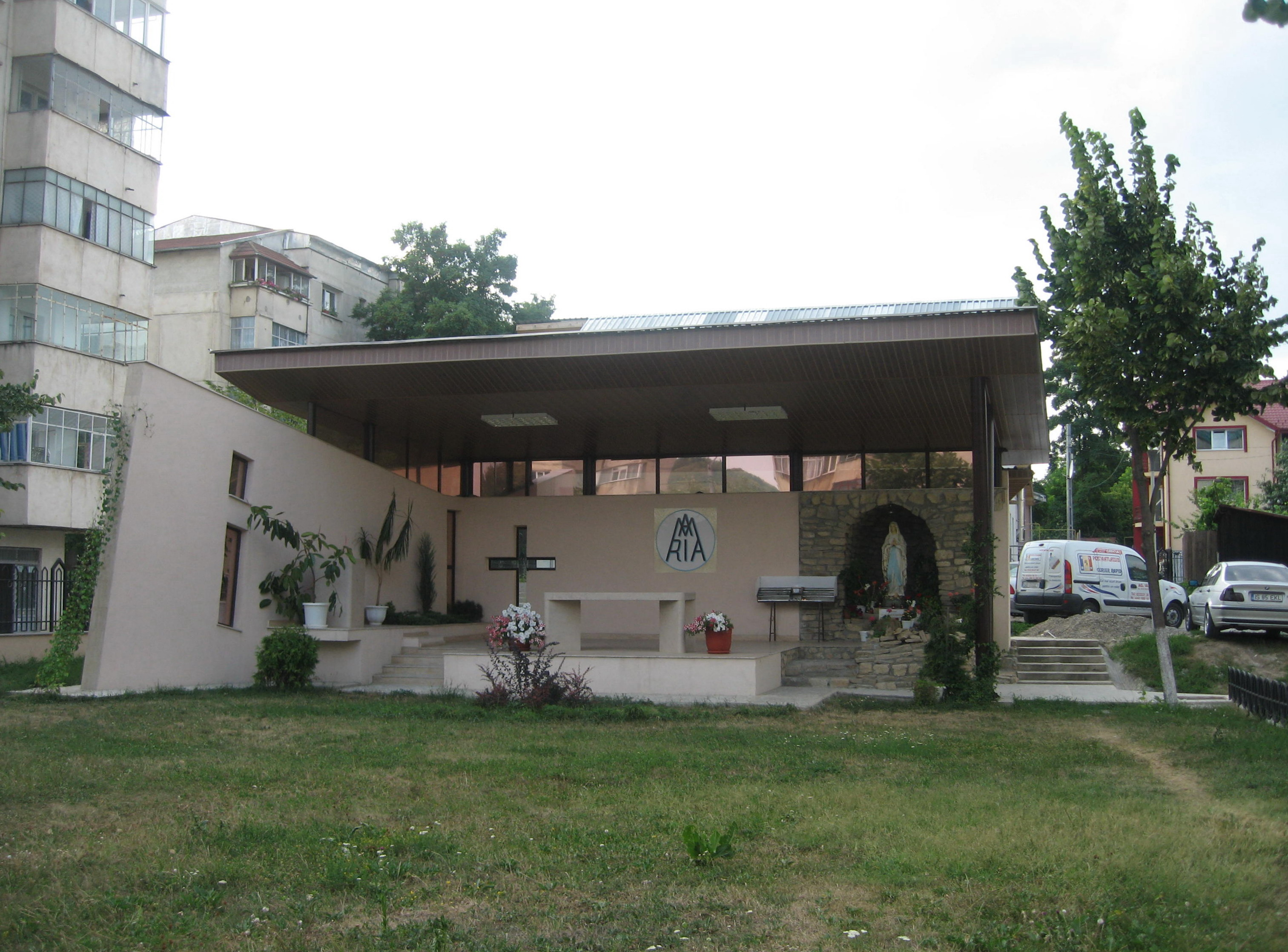
Grota şi altarul exterior din curtea bisericii
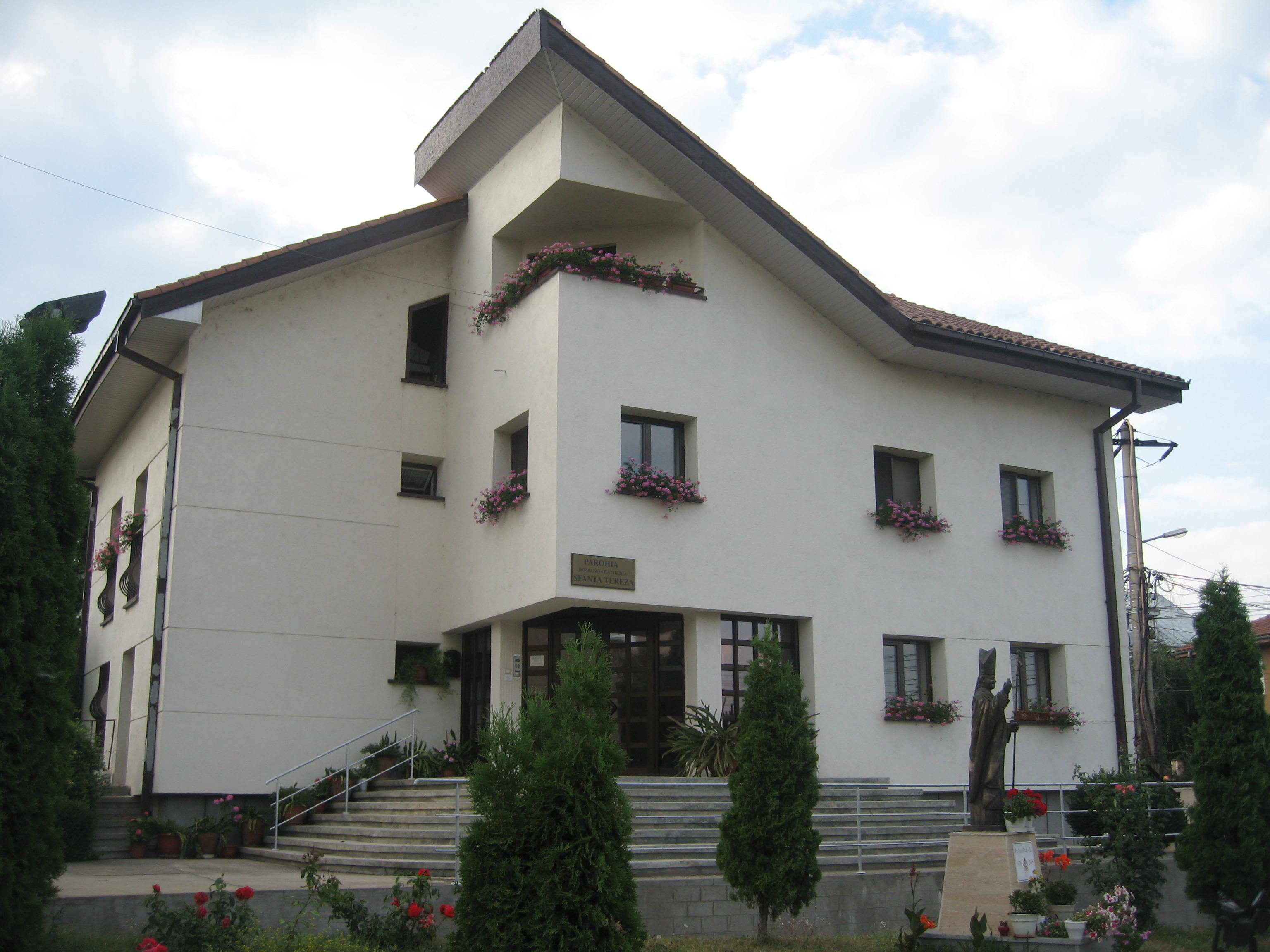
Casa parohială
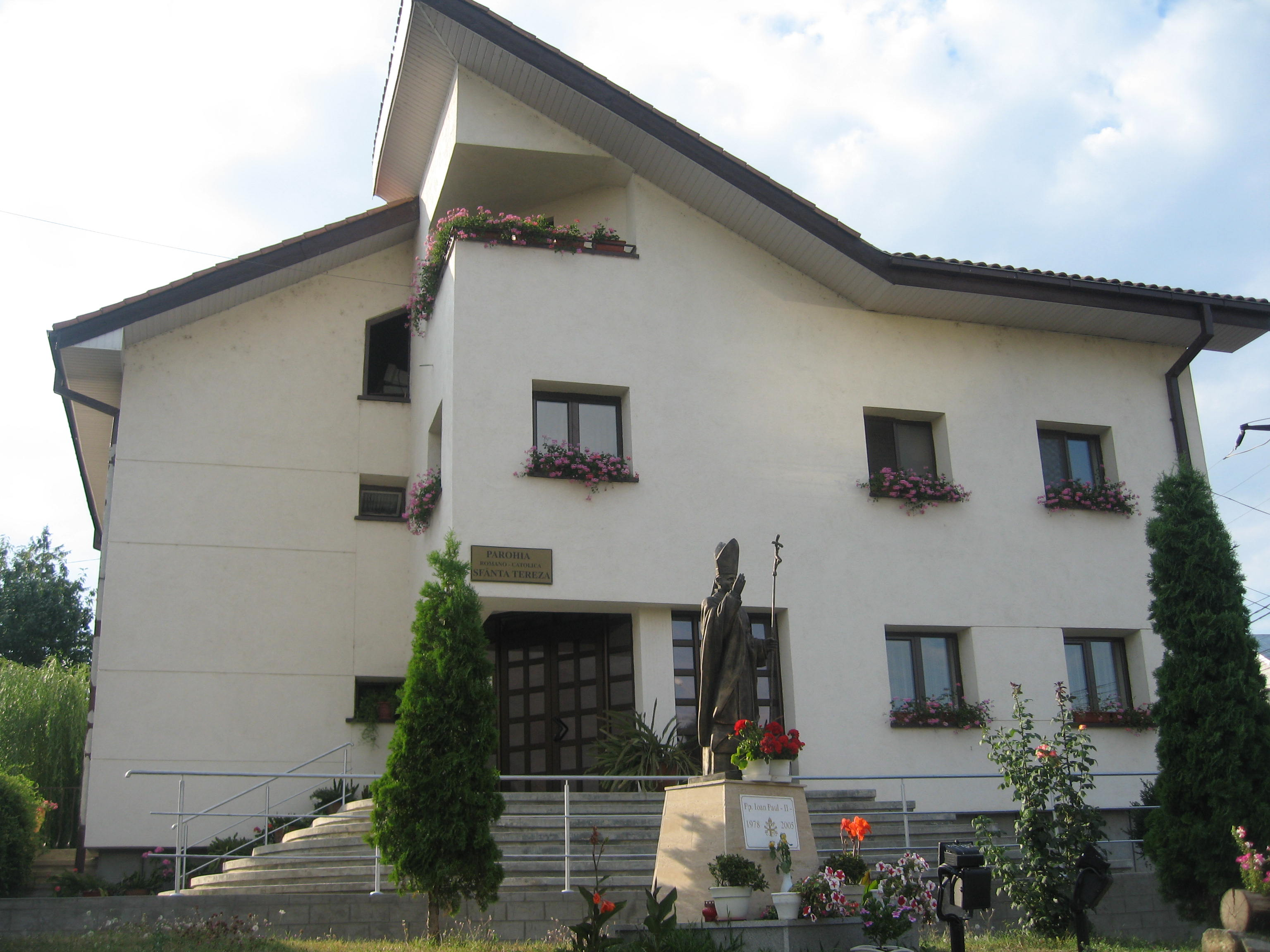
Casa parohială și statuia papei Ioan Paul al II-lea
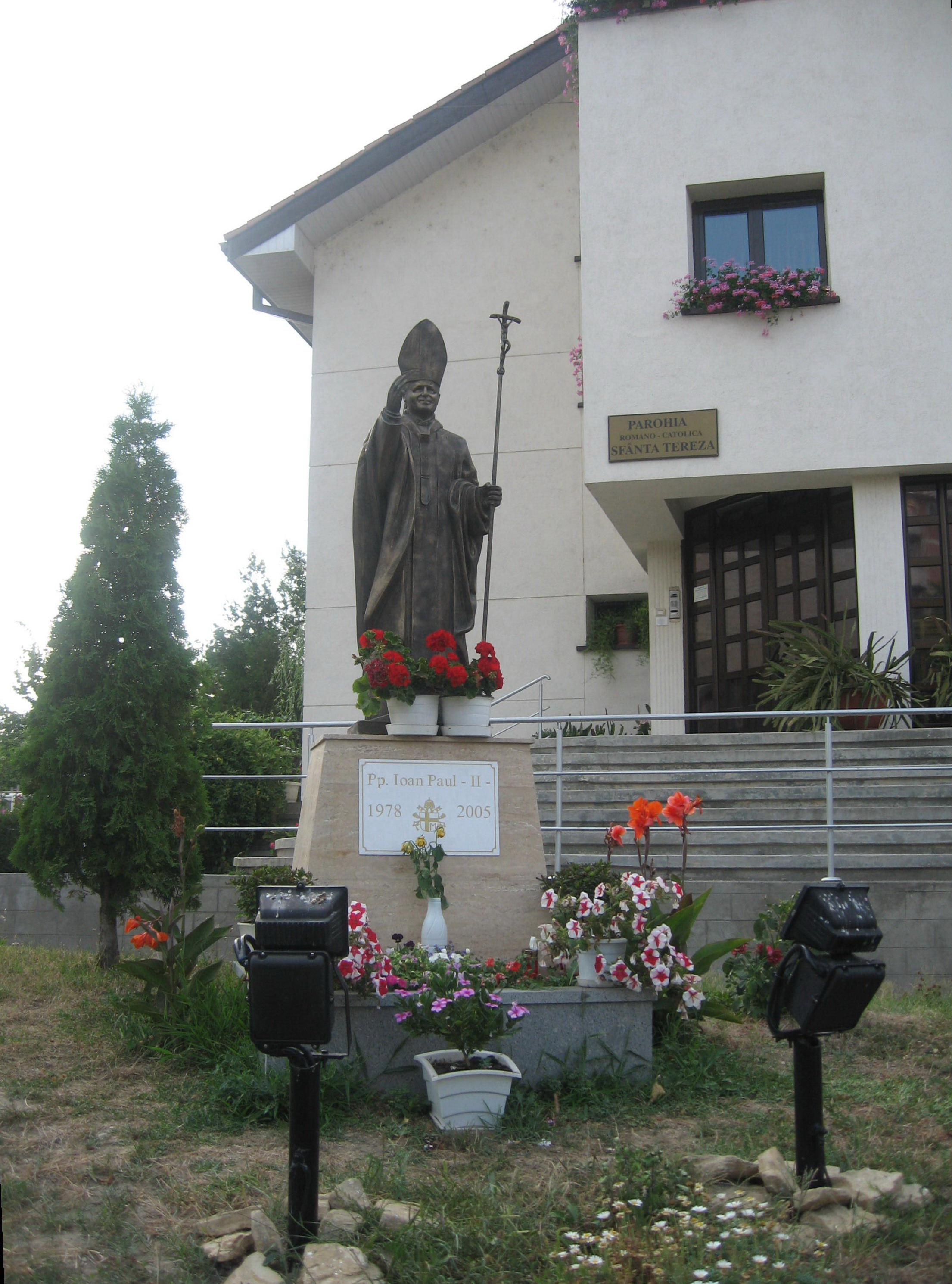
Statuia papei Ioan Paul al II-lea
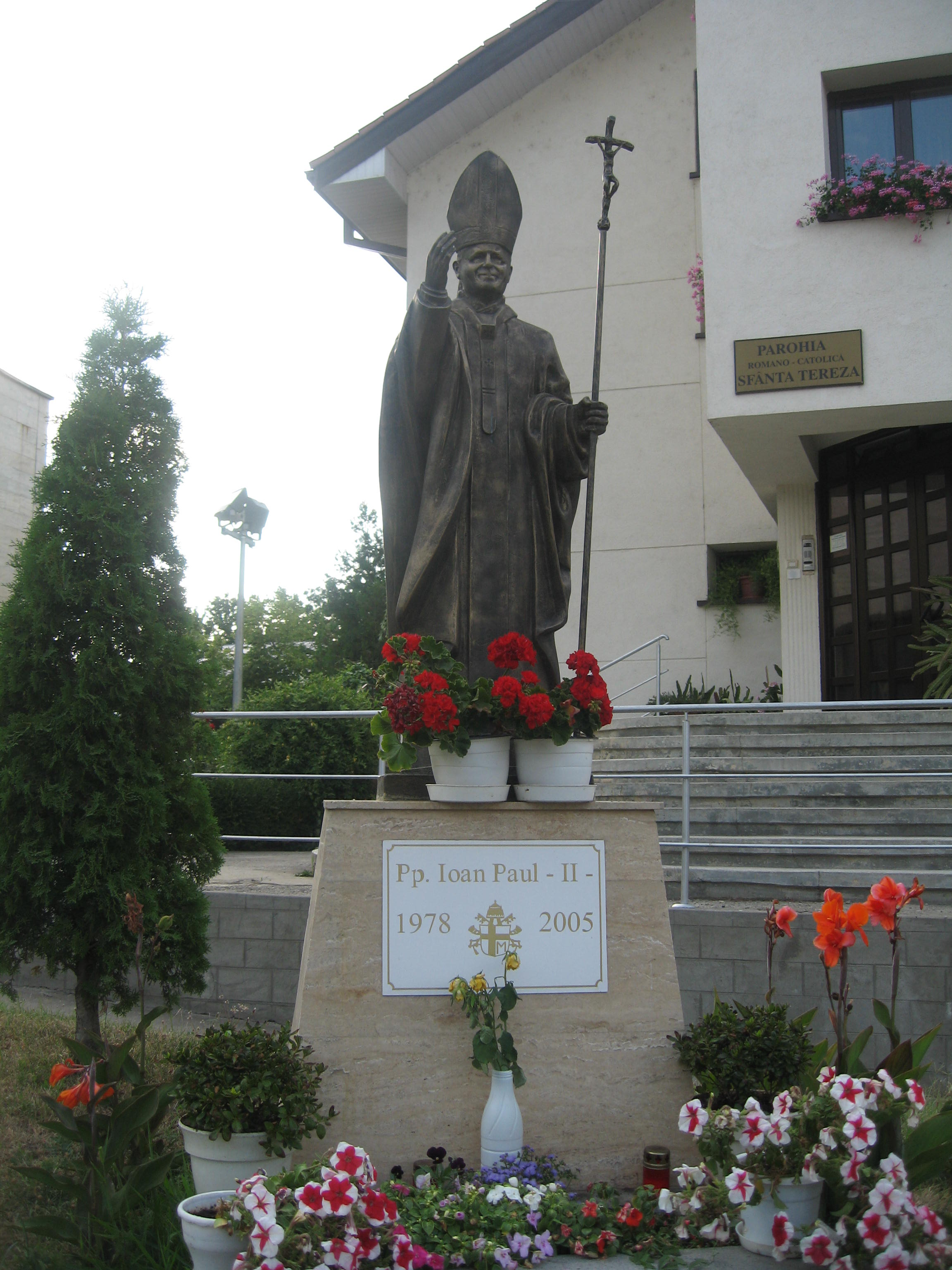
Statuia papei Ioan Paul al II-lea